# Premios Valenciano del Año
Los Premios Valenciano del Año son unos galardones culturales otorgados por parte de la Fundación Huguet.Reconocen a las personalidades o entidades que han realizado una tarea de defensa de la lengua en el mundo literario pero también del arte, de la cultura, ciencia e incluso política y economía. Su primera edición fue en el año 1968 y desde el año 1972 se celebran de manera anual. En el año 1997, empezaron a entregarse dos distinciones por edición, siendo desde el año 2001 una para personalidad y otra para entidad. 

## Galardonados
| Edición | Año   | Galardonado                                                           | Observaciones |
| ------- | ----- | --------------------------------------------------------------------- | --- |
| 1.ª     | 1968  | Nicolau Primitivo Gómez Serrano                                       | |
| 2.ª     | 1972  | Ángel Sánchez Gozalbo                                                 | |
| 3.ª     | 1973  | Manuel Sanchis Guarner                                                | |
| 4.ª     | 1974  | Joan Fuster i Ortells                                                 | |
| 5.ª     | 1975  | Vicent Andrés Estellés                                                | |
| 6.ª     | 1976  | Joan Senent Anaya                                                     | Editor de la revista Gorg.                                                                                                 |
| 7.ª     | 1977  | Pere Riutort i Mestre                                                 | |
| 8.ª     | 1978  | Adolf Pizcueta i Alonso                                               | |
| 9.ª     | 1979  | Joaquín Maldonado Almenar                                             | |
| 10.ª    | 1980  | Casimir Melià Tena                                                    | |
| 11.ª    | 1981  | Josep Lluís Barceló Rodríguez                                         | |
| 12.ª    | 1982  | Germà Colón i Domènech                                                | |
| 13.ª    | 1983  | Arcadi García Sanz\|                                                  | |
| 14.ª    | 1984  | Ciprià Ciscar Casaban                                                 | Por la aprobación de la Ley de Uso y Enseñanza del Valenciano.                                                             |
| 15.ª    | 1985  | Josep Fibla i Viciano                                                 | |
| 16.ª    | 1986  | Miquel Peris i Segarra                                                | |
| 17.ª    | 1987  | Ramon Lapiedra i Civera                                               | |
| 18.ª    | 1988  | Patronato del Misterio de Elche                                       | En representación tanto del Misterio como del pueblo de Elche. Recoge el premio Antonio Serrano, presidente del patronato. |
| 19.ª    | 1989  | Vicent Sos Baynat                                                     | |
| 20.ª    | 1990  | Amigos de la Televisión Valenciana                                    | Recoge el galardón Antoni Maria Badia y Margarit, presidente de la entidad.                                                |
| 21.ª    | 1991  | Universitat Jaume I                                                   | Recoge el premio Francesc Michavila Pitarch, rector de la universidad.                                                     |
| 22.ª    | 1992  | Emili Beüt y Belenguer                                                | |
| 23.ª    | 1993  | Sofia Salvador y Monferrer                                            | Hija de Carles Salvador.                                                                                                   |
| 24.ª    | 1994  | Vicent Ventura i Beltran                                              | |
| 25.ª    | 1995  | Centre Excursionista de Castelló                                      | En su 40.º cumpleaños. Recoge el premio Francisco Navarro Ventura, presidente de la entidad.                               |
| 26.ª    | 1996  | Matilde Salvador i Segarra                                            | |
| 27.ª    | 1997  | Enric Valor i Vives Bancaixa                                          | Por su obra social y cultural.Recoge el galardón José María Cataluña, miembro del consejo de administración.               |
| 28.ª    | 1998  | Francesc Ferrer Pastor Fernando Villalonga Campos                     | |
| 29.ª    | 1999  | Francesc de Paula Burguera i Escrivà Alfred Giner Sorolla             | |
| 30      | 2000  | Josep Lluís Bausset i Ciscar Ramon Cerdà Garrido                      | |
| 31.ª    | 2001  | Manuel Castellet i Solanas Partidos firmantes del Pacto por la Lengua | Presidente del IEC. Repliegan el premio Josep Vicent Felip (PPCV), Isabel Escudero (PSPV) y Pere Mayor (BNV).              |
| 32.ª    | 2002  | Francesc Pascual Mas El pueblo de Castelló                            | En el 70è cumpleaños de las Normas. Recoge el premio José Luis Gimeno, alcalde de la ciudad.                               |
| 33.ª    | 2003. | Carles Santos Ventura Associació Cultural La Barraca                  | Recoge el premio Alejandra González, presidenta de la asociación.                                                          |
| 34.ª    | 2004  | Joan Francesc Mira i Casterà Fundació Dávalos Fletcher                | Recoge el premio José Vicente Ramón, miembro de la fundación.                                                              |
| 35.ª    | 2005  | Josep Sánchez Adell Centre Excursionista de Ontinyent                 | Recoge el galardón Joan Acelga Sanchis, presidente de la entidad.                                                          |
| 36.ª    | 2006  | Rafael Ribes Pla Patronato del Tratado de Almisrà                     | Recoge el premio Josep Guía.                                                                                               |
| 37.ª    | 2007  | Pere Maria Orts i Bosch Jornadas Culturales en la Plana del Arco      | |
| 38.ª    | 2008  | Carmelina Sánchez-Cutillas Xarxa Teatre                               | |
| 39.ª    | 2009  | Manuel Costa Talens Festival de Danzas de la Antigua Corona de Aragón | |
| 40      | 2010  | Emili Rodríguez Bernabeu Castelló a Escena                            | |
| 41.ª    | 2011  | Isabel Clara Simó Escola Valenciana                                   | |
| 42.ª    | 2012  | Ramon Pelegero Sanchis El Belén de la Pigà                            | |
| 43.ª    | 2013  | Avel·li Flors Bonet Al Tall                                           | |
| 44.ª    | 2014  | Vicent Partal Montesinos Els Llauradors                               | |
| 45.ª    | 2015  | Antoni Royo Pérez Aplec dels Ports                                    | |
| 46.ª    | 2016  | Rafael Cebrián Gimeno Revista Saó                                     | |
| 47.ª    | 2017  | Carme Barceló Torres Benjamí Barberà Miralles                         | |
| 48.ª    | 2018  | Rosa Serrano Llàcer Associació de Dones Nacionalistes Terra           | |
| 49.ª    | 2019  | Maria Conca i Martínez Societat Castellonenca de Cultura              | |
| 50.ª    | 2020  | Manifest sanitat en valencià Pep Martí Barreda                        | |
| 51.ª    | 2021  | Josep Daniel Climent Martínez Editorial Afers                         | |
| 52.ª    | 2022  | Joan Antoni Carrasquer Centre d'Estudis dels Ports                    | |